# Нян зан
«Нян зан» (вьет. Nhân Dân, Народ) — центральный печатный орган Коммунистической партии Вьетнама, официально считающийся «голосом Партии, Государства и Народа Вьетнама».
Ежедневный тираж газеты составляет 180 000 экземпляров. Тираж издания выходного дня, «Nhân Dân cuối tuần» («Народ-Выходные») — 110 000 экземпляров, тогда как ежемесячный журнал «Nhân Dân hằng tháng» («Народ-Ежемесячный») выходит тиражом в 130 000 копий. Онлайн-версия «Нян зан» была запущена 21 июня 1998 года.
Первый выпуск газеты вышел в свет 11 марта 1951 года. Предшественником «Нян зан» была газета «Sự Thật» («Правда»), издававшаяся с 1940-х годов. В разное время в редакции газеты «Нян зан» работали многие известные деятели Коммунистической партии Вьетнама: так, пост главного редактора в своё время занимали Чыонг Тинь и То Хыу. Художник Фан Ке Ан принимал активное участие в жизни газеты, особенно во время Первой Индокитайской войны, когда Чыонг Тинь лично пригласил его присоединиться к коллективу редакции.